# Helga Fassbinder

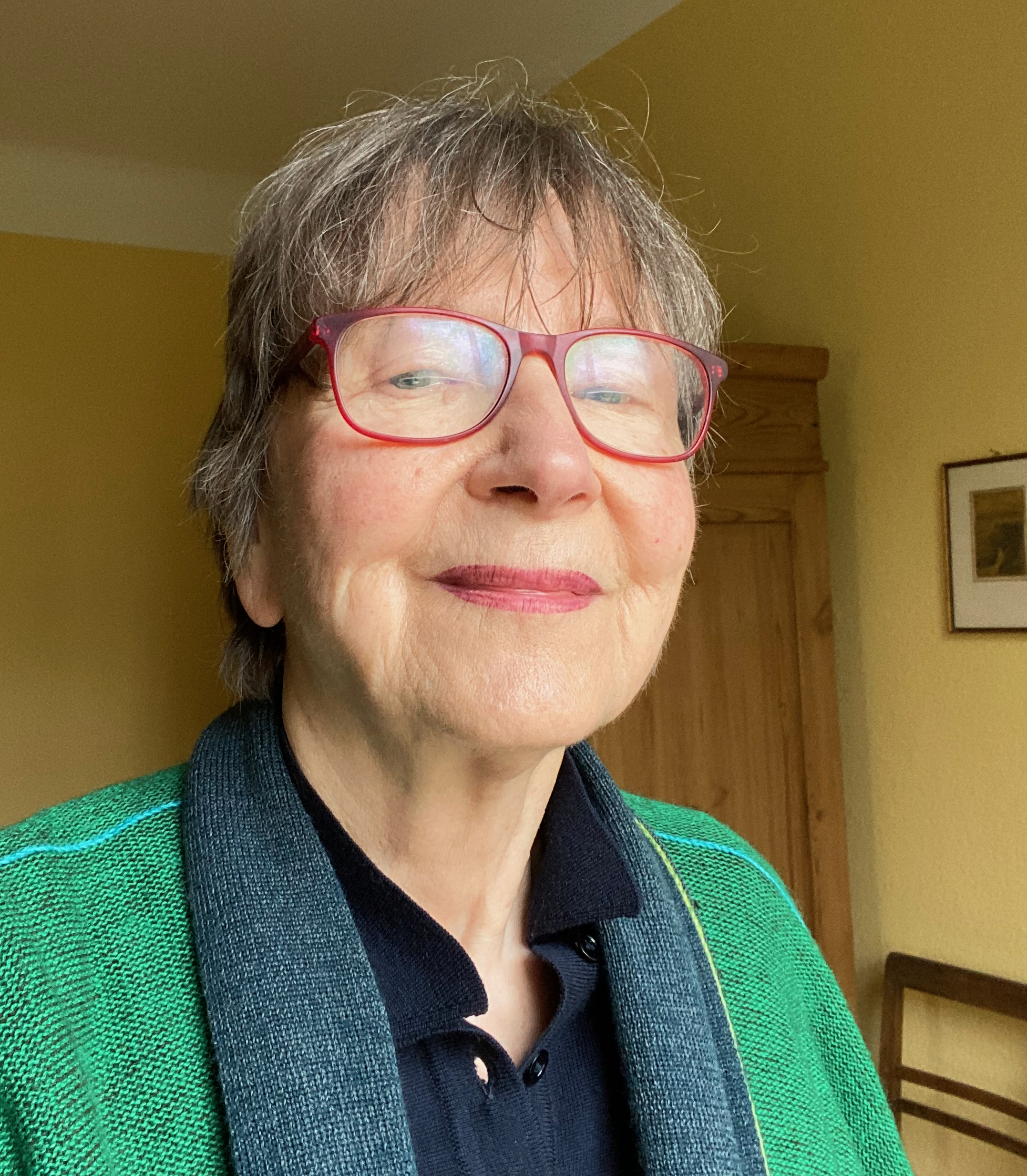
Helga Fassbinder

Helga Fassbinder (* 1941 in Baden-Baden) ist eine deutsch-niederländische Stadtplanerin und Politikwissenschaftlerin.

## Leben
Fassbinder besuchte in Heidelberg das humanistische Kurfürst-Friedrich-Gymnasium (Abitur 1960, Schulpreis für Geschichte) und studierte anschließend an den Universitäten Heidelberg und Marburg Kunstgeschichte und Geschichte, an den Technischen Universitäten Braunschweig und Berlin Architektur und Stadtplanung (Dipl.-Ing.) und an der Universität Bremen Politologie (Dr. rer. pol. summa cum laude).
Sie lehrte als Professorin für Stadtplanung und Stadterneuerung an der Technischen Universität Eindhoven und der Technischen Universität Hamburg-Harburg sowie als Gastprofessorin an verschiedenen europäischen Hochschulen. Sie war Vorsitzende der Stiftung Support Anne Frank Tree und ist Vorsitzende der Stiftung Biotope City. Seit 2006 ist sie Chefredakteurin des internationalen Online-Journals Biotope City.

## Wirken
Fassbinder vertritt eine Form von Stadtplanung, in der neben der Bürgerpartizipation die öffentliche Kommunikation zwischen den verschiedenen städtischen Akteuren, den Vertretern der beteiligten Fachdisziplinen und den politischen Entscheidungsträgern eine wesentliche Rolle spielt und die Reintegration von Elementen der Natur in die dichte Stadt als eine zentrale Methode bei der Bekämpfung der Folgen des Klimawandels und der Stabilisierung  von sozialen Gemeinschaften im urbanen Raum gesehen wird.
Behutsame Stadterneuerung
Ende der 1960er Jahre trat sie auf mit dem Postulat der Erneuerung der Innenstädte durch Renovierung und Modernisierung und stellte sich mit Aktivitäten in Berlin-Kreuzberg und verschiedenen viel beachteten Publikationen der damals vorherrschenden Kahlschlag- und Neubaupraxis-Praxis entgegen. Von 1970 bis 1975 war sie Mitglied der Redaktion von Arch+.
1975 wurde sie an die Technische Universität Eindhoven (NL) auf den ersten Lehrstuhl für Stadterneuerung in Europa berufen. Sie propagierte das Konzept einer projektorientierten, dezentralisierten Stadterneuerung und stimulierte diese mit zahlreichen Vorträgen in europäischen Städten. In den 1980er Jahren betätigte sie sich aktiv in der europäischen Kampagne für Stadterneuerung und vertrat die Niederlande in Genf bei der Economic Commission for Europe (ECE) Committee on Housing, Building and Planning in der Working Party Urban and Regional Planning zum Thema Gebietsbezogenen Stadterneuerung. Die Ergebnisse dieser Working Party wurden 1987 von dem niederländischen Ministerium für Wohnungsbau, Physische Planung und Umwelt in dem Bericht 'An area based approach to Urban Renewal' veröffentlicht.
Von 1990 bis 1998 war sie Leiterin des Arbeitsbereichs Stadtplanung an der Technischen Universität Hamburg-Harburg. In dieser Funktion gab sie die Buchreihe Harburger Berichte zur Stadtplanung heraus.
Stadtforum Berlin
1990 entwickelte sie das Konzepts eines Planungsforums für Berlin, das vom damaligen Senator für Stadtentwicklung Volker Hassemer positiv aufgenommen wurde. Sie wurde Mitbegründerin des Stadtforum Berlin und war bis 1996 Mitglied von dessen Lenkungsgruppe. Die Vorgehensweise und Erfahrungen des Stadtforum Berlin hat sie in einer Buchpublikation mit dem Titel Stadtforum Berlin. Einübung in kooperative Planung niedergelegt.
Anne Frank Kastanie
2007 errichtete sie die Stiftung Support Anne Frank Tree, die sich für die Erhaltung des „Anne-Frank-Baums“ einsetzte, der Kastanie, die für Anne Frank in der Zeit, die sie sich mit ihrer Familie im Hinterhaus an der Prinsengracht in Amsterdam versteckt hielt, der einzige Ausblick aus dem Dachfenster war. Ab Februar 2008 hat die Stiftung die Sorge für diese Kastanie auf sich genommen. Die Stiftung hat Sämlinge der Kastanie gezüchtet, die an diversen Orten in Europa und in Israel als lebende Mahnmale für Toleranz, Freiheit und gegen Rassismus gepflanzt wurden. Die Stiftung wurde 2013 aufgehoben und ihre Aufgaben an die Stiftung Weltbaum übertragen.
Biotope City
2002 stellte sie mit dem gleichnamigen internationalen Kongress an der TU Eindhoven das Konzept Biotope City vor, das die intensive Begrünung von baulichen Strukturen als effizienteste und gleichzeitig kostengünstigste Methode der Milderung von Folgen des Klimawandels beinhaltet und von der Vorstellung der hochverdichteten Stadt als einer Form von Natur ausgeht. In der Folge errichtete sie die Stiftung Biotope City, die die Integration von Natur in die dichte Stadt propagiert und u. a. seit 2006 das viersprachige Online-Journal Biotope City (auf Deutsch, Englisch, Französisch, Niederländisch) herausgibt.
Von 2003 bis 2013 war Helga Fassbinder Mitglied und Vizevorsitzende der Technische Advies Commissie Hoofdgroenstructuur  (Grünstruktur-Kommission) der Gemeinde Amsterdam.
Ab 2010 arbeitete sie zusammen mit dem österreichischen Architekten Harry Glück und initiierte den Bau einer „Biotope City“ in Wien. Ab 2013 war sie beratend bei dem Projekt der „Biotope City Wienerberg“ tätig, das mit ca. 1.000 Wohnungen und Wohnfolge-Einrichtungen auf dem ehemaligen Coca-Cola-Terrain am Wienerberg entstand und im Frühjahr 2021 fertig gestellt wurde. Seit 2016 begleitet sie zusammen mit einem Team der Universität für Bodenkultur Wien die Planung und den Bau dieses Projekts wissenschaftlich im Rahmen einer Forschung.  2018 hat dieses Projekt den Status eines Kandidat-Pilot-Projekts der Internationalen Bauausstellung Wien (IBA) 2022 erhalten; es wurde präsentiert auf der Ausstellung der Zwischenpräsentation der IBA im Herbst 2020. Die Biotope City Wienerberg war 2021 fertig gestellt und bezogen. Die Biotope City Wienerberg war ein Pilot-Projekt auf der Abschluss-Ausstellung der Internationalen Bauausstellung 2022.
Helga Fassbinder veröffentlichte zahlreiche Buchpublikationen und Artikel zu den Themen Offene Planung, Partizipation, Planungsstrategien, Stadterneuerung, Wohnungsbau, Wohnungsversorgung und Design und seit 2002 vorrangig zum Thema Städtebau unter dem Klimawandel und dem Einsatz von Begrünung zur Milderung der Klimafolgen. Sie ist Mitglied des Deutschen Werkbundes.
Sie lebt in Amsterdam und Wien.